# Charles Salvator de Habsbourg-Toscane
L’archiduc Charles-Salvator d’Autriche, prince de Toscane, également appelé Charles-Salvator de Habsbourg-Toscane (en italien, Carlo Salvatore d’Asburgo-Toscana ; en allemand, Karl Salvator von Habsburg-Toskana) né le 30 avril 1839 à Florence, mort le 18 janvier 1892 à Schönbrunn, est un membre de la maison de Habsbourg-Lorraine.

## Biographie

### Famille
Charles-Salvator, né au palais Pitti le 30 avril 1839 est le second fils du grand-duc Léopold II de Toscane et de sa seconde épouse Marie-Antoinette de Bourbon-Siciles.

### Formation et carrière
Sous la direction du commandeur Arrighi et du professeur de mathématiques Simonelli, Charles-Salvator bénéficie d'une éducation très soignée et d'une formation scientifique approfondie. Déjà dans sa jeunesse, l'archiduc Charles-Salvator se consacre à des études militaires et techniques. À l'âge de dix ans, en 1849, il reçoit le grade militaire de Rittmeister dans le régiment impérial et royal de ulans Kaiser Joseph II no 6. En 1857, il est promu major. Il a d'abord servi comme inspecteur dans l'artillerie austro-hongroise. Après le déclenchement de la guerre de Sardaigne en avril 1859, l'archiduc quitte Florence avec son père et les autres membres de sa famille. Il se rend en Lombardie dans l'armée impériale, où il prend son poste de major. Il participe à la campagne et est promu lieutenant-colonel en 1859. L'année suivante - la Toscane est perdue après la bataille de Solférino - il est promu propriétaire du régiment d'infanterie impérial et royal galicien Philipp Herzog von Württemberg no 77 (pl), qui porte désormais son nom. En 1866, il combat dans la bataille de Königgrätz contre le régiment d'infanterie Herzog Karl von Mecklenburg-Strelitz (6e prussien oriental) no 43 (de).
Promu général de division en 1876 et lieutenant maréchal en 1886, il n'est cependant plus capable de servir dans l'armée en raison d'un rhumatisme articulaire du pied qui l'empêche de marcher.

### Mariage et descendance
Charles-Salvator de Habsbourg-Toscane épouse, à Rome, le 19 septembre 1861, sa cousine germaine Marie-Immaculée des Deux-Siciles (Naples 14 avril 1844 - Vienne 18 février 1899), fille de Ferdinand II des Deux-Siciles et de Marie-Thérèse de Habsbourg-Lorraine-Teschen.
Dix enfants sont nés de cette union, :
- Marie-Thérèse de Habsbourg-Toscane (1862-1933), elle épouse en 1886 l’archiduc Charles-Étienne de Teschen ;
- Léopold Salvator de Habsbourg-Toscane (1863-1931), épouse en 1889 la princesse Blanche de Bourbon, dont dix enfants ;
- François-Salvator de Habsbourg-Toscane (1866-1939), en 1890 il épouse Marie-Valérie d'Autriche, dont dix enfants, en 1934 il épouse Mélanie von Risenfels ;
- Caroline Marie de Habsbourg-Toscane (1869-1945), elle épouse en 1894 Auguste Léopold de Saxe-Cobourg (1867-1922) ;
- Albert Salvator de Habsbourg-Toscane (1871-1896), célibataire ;
- Marie-Antoinette de Habsbourg-Toscane (1874-1891) ;
- Marie-Immaculée de Habsbourg-Toscane (1878-1968), en 1900 elle épouse Robert de Wurtemberg ;
- Rainier Salvator de Habsbourg-Toscane (Vienne 27 février 1880 - Arco 4 mai 1889) ;
- Henriette de Habsbourg-Toscane (Vienne 20 février 1884 - Traunkirchen, Haute-Autriche 13 août 1886) ;
- Ferdinand Salvator de Habsbourg-Toscane (Baden près Vienne 2 juin 1888 - Traunkirchen, Haute-Autriche 28 juillet 1891).

### Mort
Le 8 janvier 1892, l'archiduc Charles Salvator est atteint par l'influenza qui sévit à la cour de Vienne. Les docteurs Heral et Heim, ainsi que deux professeurs d'université prodiguent leurs soins au malade. L'archiduc François-Salvator est aussitôt rappelé de Wels auprès de son père. Ce dernier, après une première attaque d'influenza, prend un bain chaud, préconisé par les médecins, puis il est enveloppé dans des draps froids. Cependant une pneumonie se déclare et le 18 janvier à trois heures, l'archiduc Charles-Salvator meurt, à l'âge de 52 ans. Il est inhumé dans la « Crypte Ferdinand » Ferdinandsgruft, crypte des Capucins à Vienne.

## Titulature
- 30 avril 1839 — 18 janvier 1892 : Son Altesse Impériale et Royale l’archiduc Charles-Salvator d’Autriche, prince de Hongrie et de Bohême, prince de Toscane.

## Honneurs
Charles-Salvator de Habsbourg-Toscane est :
- 984e Chevalier de l'ordre de la Toison d'or d'Autriche (1862) ;
- Chevalier de l'ordre de Saint-Hubert (Bavière) ;
- Chevalier de l'ordre de l'Aigle noir (Prusse) ;
- Chevalier de l'ordre de Saint-André (Russie) ;
- Chevalier de l'ordre suprême de la Très Sainte Annonciade (Sardaigne) ;
- Chevalier de l'ordre de la Couronne de Rue (Saxe).

## Sources
- Constantin von Wurzbach, « Habsburg, Karl (Prinz von Toscana) », Biographisches Lexikon des Kaiserthums Oesterreich. Band 6, Verlag L. C. Zamarski, Wien 1860, S. 386.
- (de) Karl Sommeregger, « Karl Salvator », dans Allgemeine Deutsche Biographie (ADB), vol. 51, Leipzig, Duncker & Humblot, 1906, p. 56-57
- Chantal de Badts de Cugnac et Guy Coutant de Saisseval, Le Petit Gotha, Paris, Éditions Le Petit Gotha, coll. « Petit Gotha », 2002 (1re éd. 1993), 989 p. (ISBN 2-9507974-3-1).
- Nicolas Énache, La descendance de Marie-Thérèse de Habsburg, Paris, Éditions L'intermédiaire des chercheurs et curieux, 1999, 795 p. (ISBN 978-2-908003-04-8). .
- Jean-Fred Tourtchine, Les Manuscrits du CEDRE : L'Empire d'Autriche, vol. III, t. 11, Clamecy, Imprimerie Laballery, 1992, 265 p..